# Ống kính Canon EF 24–70mm

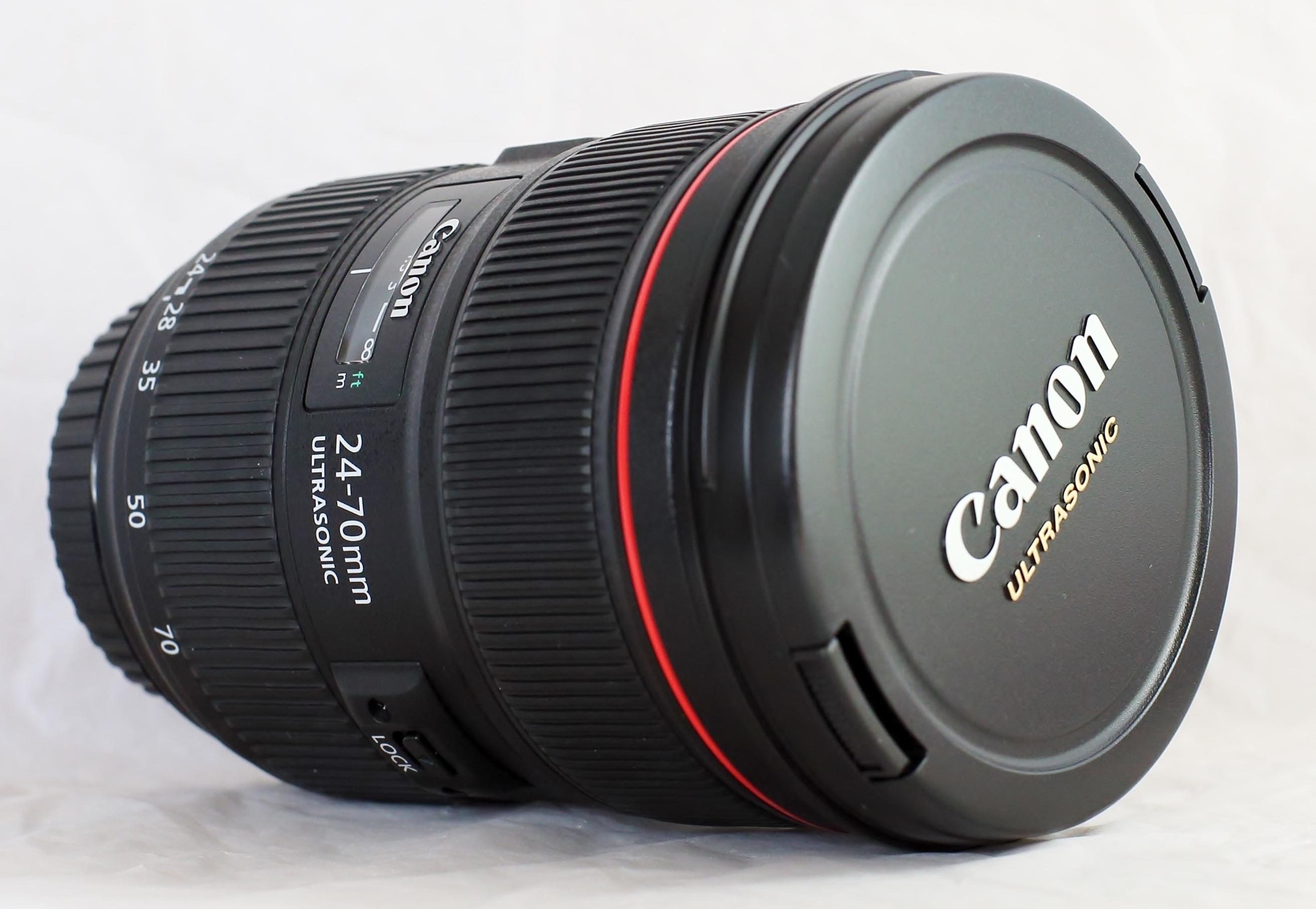
Ống Canon EF 24-70mm f2.8 L II USM

Canon EF 24–70mm lens là 1 họ ống kính zoom chuẩn ngàm EF góc rộng đến tele ngắn được sản xuất Canon. Ống đầu tiên của họ 24-70 là EF 24–70mm f/2.8L, được sản xuất để thay thế cho 28–70mm f/2.8L. 2 phiên bản tiếp sau được ra mắt trong năm 2012. Phiên bản thứ 2 là EF 24–70mm f/2.8L II, được Canon công bố vào tháng 2, nhưng vẫn chưa được bán đến cho các đối tác cho đến tận tháng 9. Phiên bản L II thay thế cho 24-70 f/2.8L, được ra giá khởi điểm 2099$. Phiên bản mới nhất của họ 24-70 là EF 24–70mm f/4L IS USM, được ra mắt vào tháng 1-2014. Phiên bản f/4 được thông báo có trang bị cơ cấu ổn định hình ảnh, và cuối năm 2014 được công bố là sẽ trở thành ống kính bộ cho EOS 6D
Phiên bản 24-70 f/2.8L II được đánh giá là tốt, đã sửa được hầu hết các lỗi về quang học thấy trên 24-70 f/2.8L. Tất cả các ống của họ 24-70 đều chống nước, bụi, nhưng không chịu nước. 24-70 f/2.8L có 8 lá khẩu có mép tròn, trong khi 24-70 f/2.8L II và f/4L IS có 9 lá khẩu có mép tròn. Tương tự các ống zoom khác, 24-70 cũng bị méo hình nhẹ ở tiêu cự ngắn nhất.

## Zoom lùi
Một đặc điểm khác thường của f/2.8L (và 28–70mm f/2.8L) là ống kéo dài ra khi zoom về tiêu cực ngắn nhất. Khi sử dụng hood, mà ngàm gắn ở phần không di chuyển của ống kính, việc kéo dài ra ở tiêu cự ngắn nhất là để tương ứng với góc nhìn. Gần như tất cả hood đều được thiết kế cho tiêu cự rộng nhất, phần chìa ra thường không phù hợp khi sử dụng ở các tiêu cự lớn hơn.

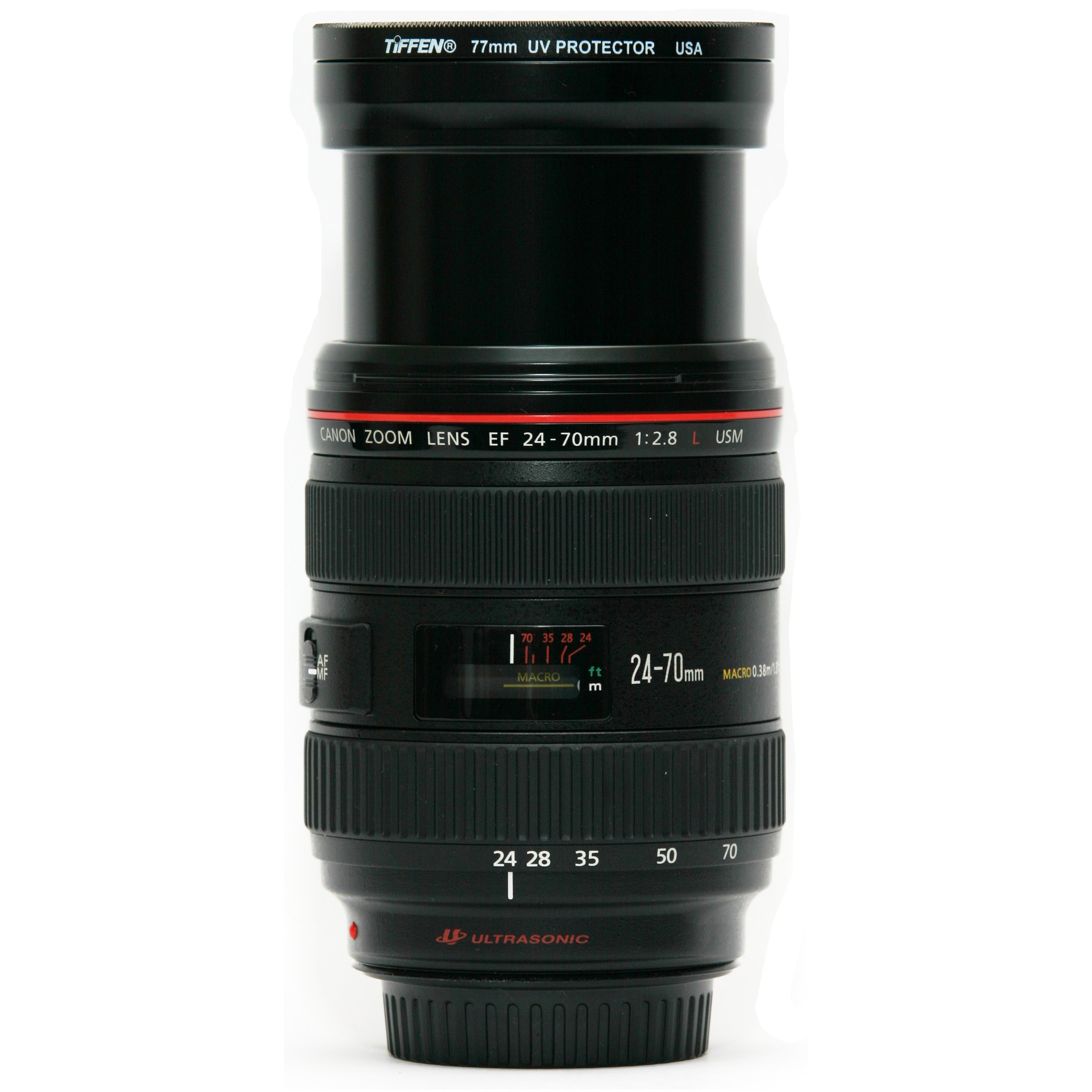
Ống ở tiêu cự 24mm với filter UV
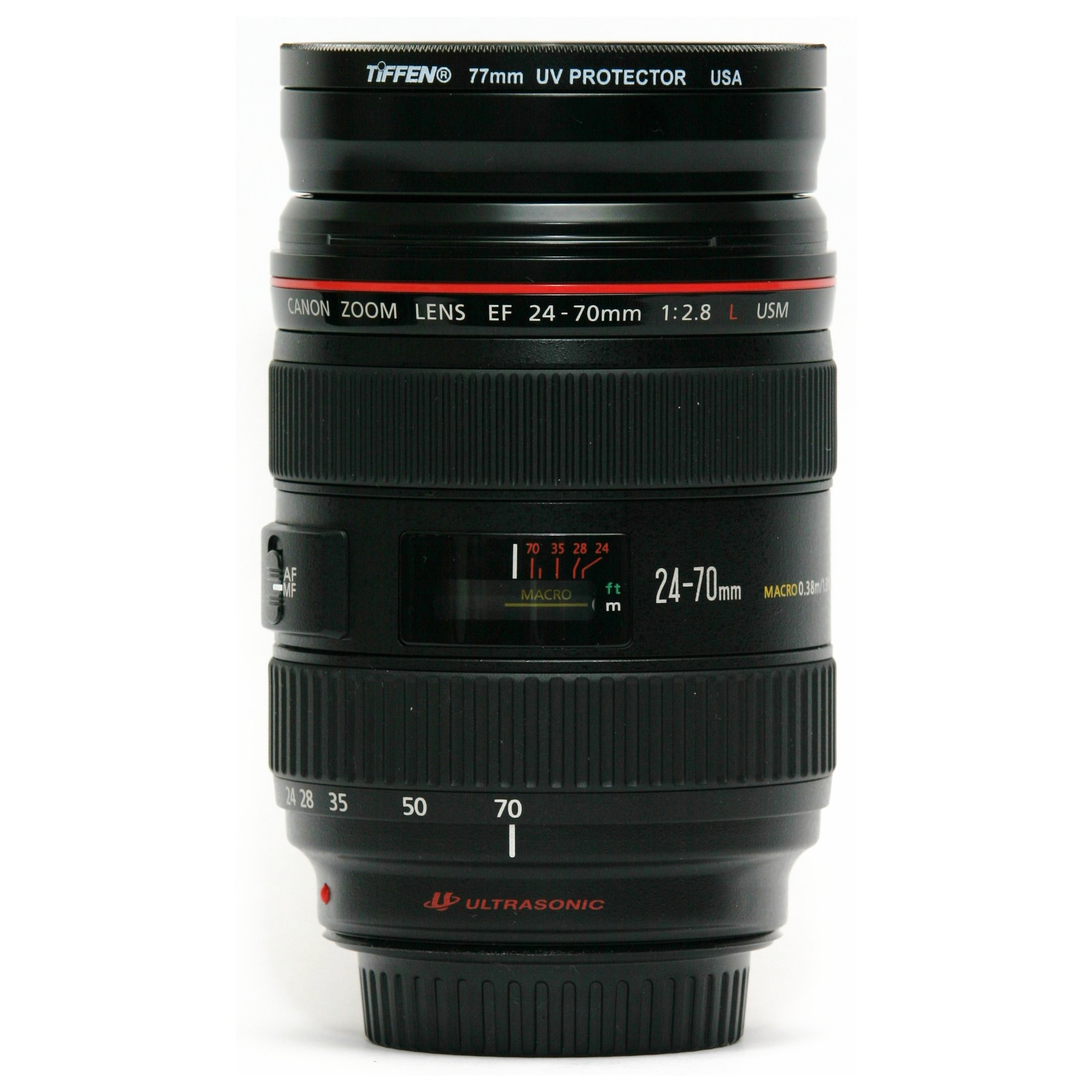
Ống ở tiêu cự 70mm với filter UV
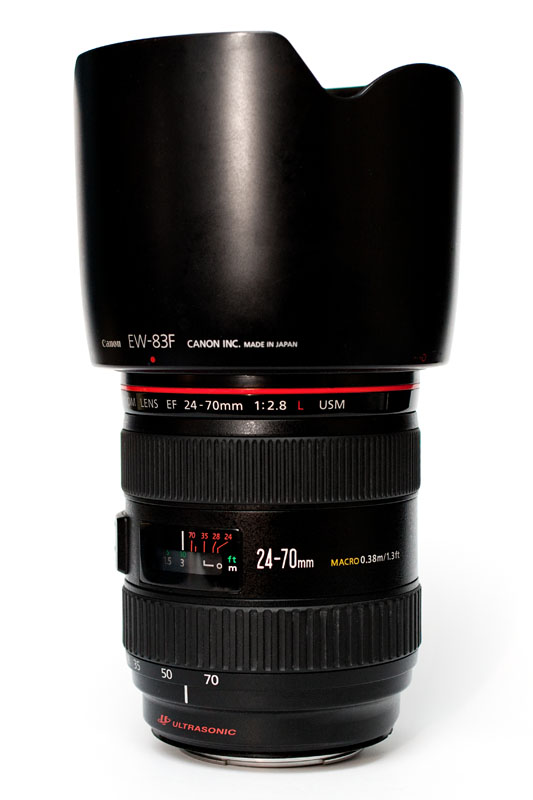
24-70 khi lắp hood

Ở tiêu cự dài nhất (70mm), phần ống thụt vào được hood bảo vệ tốt nhất.
Ở tiêu cự rộng nhất (24mm), phần ống thụt vào ít được bảo vệ bởi hood.
Phiên bản f/2.8L II và f/4L IS có thiết kế truyền thống, hood gắn vào phần ống di chuyển, hood ngắn hơn so với phiên bản f/2.8L.
Việc làm ngàm hood vào phần thân ống không di chuyển dẫn đến một ưu điểm: trong trường hợp người dùng làm rơi ống xuống đất thì sẽ không gây ảnh hưởng lớn đến phần ống "thò thụt" do hood sẽ là phần chịu phần lớn lực khi va chạm với mặt đất.

## Macro
Phiên bản f/4L IS, tuy không phải ống macro, nhưng có độ phóng đại gần tới mức trở thành ống macro. Phiên bản f/4 nút chuyển chế độ "macro"; ở tiêu cự 70mm, độ phóng đại đạt xấp xỉ 0.7x và khoảng lấy nét gần nhất là 20 cm.

## Thông số kỹ thuật
| Đặc tính                | f/2.8L USM             | f/2.8L II USM          | f/4L IS USM                            |
| ----------------------- | ---------------------- | ---------------------- | -------------------------------------- |
| Hình ảnh                |                        |                        |                                        |
| Đặc điểm chính          |                        |                        |                                        |
| Tương thích full-frame  | Có                     | Có                     | Có                                     |
| Ổn định hình ảnh        | Không                  | Không                  | Có, hệ thống lai (4 stop)              |
| Chống thời tiết         | Có                     | Có                     | Có                                     |
| USM                     | Có, dạng vòng          | Có, dạng vòng          | Có, dạng vòng                          |
| Dòng L                  | Có                     | Có                     | Có                                     |
| Giảm nhiễu xạ quang học | Không                  | Không                  | Không                                  |
| Macro                   | Không                  | Không                  | Có                                     |
| Nút khóa zoom           | Không                  | Có                     | Có                                     |
| Dữ liệu kỹ thuật        |                        |                        |                                        |
| Khẩu độ tối đa          | f/2.8                  | f/2.8                  | f/4.0                                  |
| Khẩu độ tối thiểu       | f/22                   | f/22                   | f/22                                   |
| Cấu trúc                | 13 nhóm / 16 thấu kính | 13 nhóm / 18 thấu kính | 12 nhóm / 15 thấu kính                 |
| Số lá khẩu              | 8                      | 9                      | 9                                      |
| Khoảng lấy nét gần nhất | 0.38m                  | 0.38m                  | 0.38m (normal mode) 0.20m (macro mode) |
| Độ phóng đại tối đa     | 0.29x                  | 0.21x                  | 0.70x                                  |
| Góc nhìn ngang          | 74°–29°                | 74°–29°                | 74°–29°                                |
| Góc nhìn chéo           | 84°–34°                | 84°–34°                | 84°–34°                                |
| Góc nhìn dọc            | 53°–19°30'             | 53°–19°30'             | 53°–19°30'                             |
| Dữ liệu vật lý          |                        |                        |                                        |
| Khối lượng              | 950g                   | 805g                   | 600g                                   |
| Đường kính tối đa       | 83.2 mm                | 88.5 mm                | 83.4 mm                                |
| Chiều dài               | 123.5 mm               | 113 mm                 | 93 mm                                  |
| Đường kính filter       | 77mm                   | 82mm                   | 77mm                                   |
| Phụ kiện                |                        |                        |                                        |
| Hood                    | EW-83F                 | EW-88C                 | EW-83L                                 |
| Thông tin ra mắt        |                        |                        |                                        |
| Ngày ra mắt             | 11-2002                | 9-2012                 | 12-2012                                |
| Đang sản xuất           | Không                  | Có                     | Có                                     |
| Giá khởi điểm (US$)     | $1349.00               | $2099.00               | $999.00                                |